# Letzte Ritter farkasfalka (1942)
A Letzte Ritter farkasfalka a Kriegsmarine tengeralattjárókból álló második világháborús támadóegysége volt, amely összehangoltan tevékenykedett 1942. szeptember 29. és október 1. között az Atlanti-óceán északi részén, főleg a Brit-szigetektől nyugat-délnyugatra, Grönlandtól délkeletre. A Letzte Ritter (Utolsó lovag) farkasfalka négy búvárhajóból állt, hajót nem süllyesztettek el. A tengeralattjárók nem szenvedtek veszteséget.

## A farkasfalka tengeralattjárói
| A hajó száma | Parancsnoka       | Részvétel kezdete    | Részvétel vége   |
| ------------ | ----------------- | -------------------- | ---------------- |
| U–216        | Karl-Otto Schultz | 1942. szeptember 29. | 1942. október 1. |
| U–404        | Otto von Bülow    | 1942. szeptember 29. | 1942. október 1. |
| U–410        | Kurt Sturm        | 1942. szeptember 29. | 1942. október 1. |
| U–584        | Joachim Deecke    | 1942. szeptember 29. | 1942. október 1. |